# Woluta

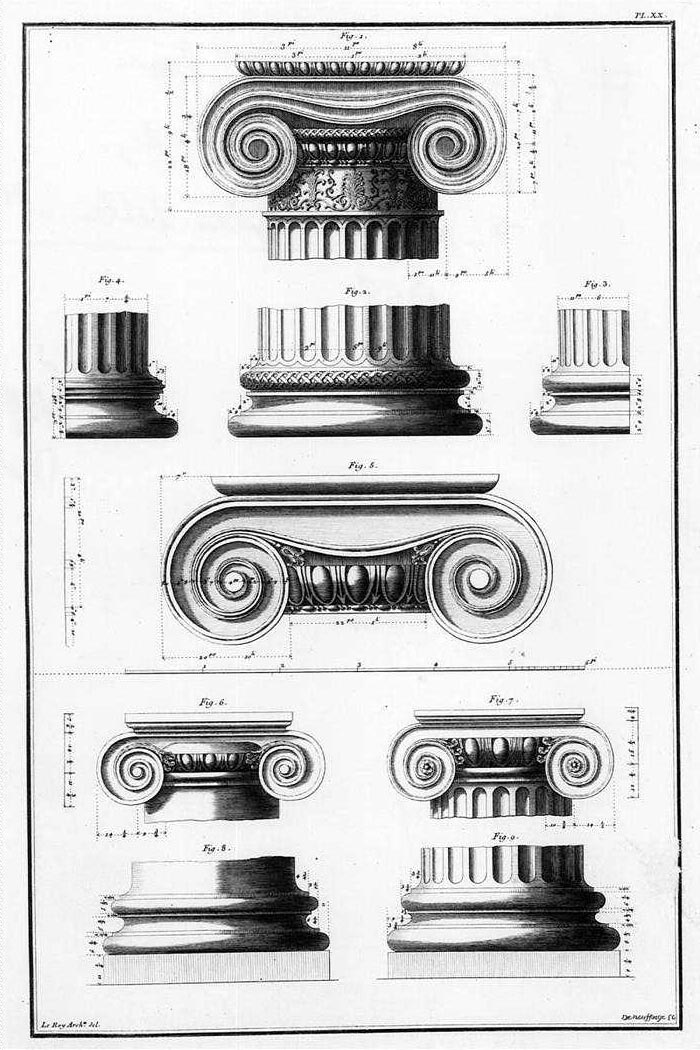
Przykłady głowic w porządku jońskim

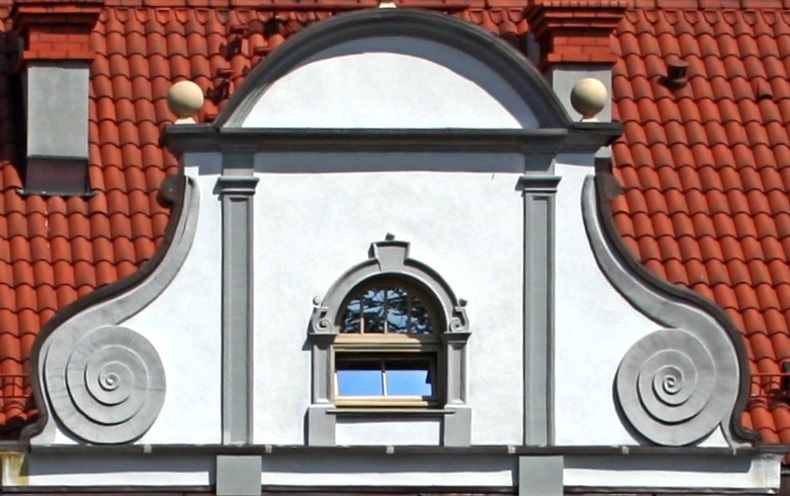
Spływy wolutowe

Woluta, ślimacznica – element architektoniczny i motyw ornamentacyjny w formie spirali lub zwoju. 
Występuje w głowicach kolumn w architekturze greckiej i rzymskiej (w porządku jońskim, korynckim i kompozytowym). Jako ozdoba występował w sztuce asyryjskiej, perskiej oraz w okresie renesansu i baroku, w budowlach wzorowanych na stylu antycznym. Woluta stanowi najważniejszy element esownicy.
Szczególnym przypadkiem ślimacznicy są spływy wolutowe. Spływ to boczna, dekoracyjnie poprowadzona, część szczytów budowli sakralnych – kościołów czy kaplic. Wprowadzenie spływów pozwalało na harmonijne połączenie węższej części górnej kondygnacji z szerszą kondygnacją przyziemia. Stosowane w późnym renesansie, szczególnie popularne w baroku.